# Kidou Keisatsu Patlabor
Kidou Keisatsu Patlabor (Japans: 機動警察パトレイバー; Mobile Police Patlabo) is een videospel voor het platform Super Nintendo Entertainment System. Het spel werd uitgebracht in 1994. Het spel is gebaseerd op manga Patlabor.